# Санта-Мария-да-Граса
Санта-Мария-да-Граса (порт. Santa Maria da Graça)  —  район (фрегезия) в Португалии,  входит в округ Сетубал. Является составной частью муниципалитета  Сетубал. Находится в составе крупной городской агломерации Большой Лиссабон. По старому административному делению входил в провинцию Эштремадура. Входит в экономико-статистический  субрегион Полуостров Сетубал, который входит в Лиссабонский регион. Население составляет 5340 человек на 2001 год. Занимает площадь 0,75 км².